# إن إي إس ريمكس
إن إي إس ريمكس (بالإنجليزية: NES Remix)‏ عبارة عن سلسلة ألعاب فيديو مجمعة للوي يو، طورتها نينتندو. أُعلِنَ عن اللعبة الأولى التي تحمل نفس الاسم وإصدارها في وقت واحد في 18 ديسمبر 2013 على نينتندو إي شوب بعد نينتندو دايركت. صدرت لعبة ثانية، إن إي إس ريمكس 2 (بالإنجليزية: NES Remix 2)‏، في 25 أبريل 2014. صدرت نسخة فيزيائية تتكون من كلتا اللعبتين، بعنوان إن إي إس ريمكس باك (بالإنجليزية: NES Remix Pack)‏، في 24 أبريل 2014 في اليابان و5 ديسمبر 2014 في أمريكا الشمالية. صدرت لعبة أخرى، ألتميت إن إي إس ريمكس (بالإنجليزية: Ultimate NES Remix)‏ لنينتندو 3دي أس، في 7 نوفمبر 2014 في أوروبا، و8 نوفمبر 2014 في أستراليا، و5 ديسمبر 2014 في أمريكا الشمالية و27 أغسطس 2015 في اليابان.
تتكون اللعبة الأولى في السلسلة، إن إي إس ريمكس، من 16 لعبة من نينتندو إنترتينمنت سيستم مع إجمالي 204 تحدي في جميع أنحاء اللعبة. تحتوي اللعبة الثانية، إن إي إس ريمكس 2، على 12 لعبة نينتندو إنترتينمنت سيستم إضافية مع 169 تحديًا إضافيًا. تتكون في الغالب من مقتطفات من الألعاب، تقدم هذه المجموعات أيضًا فئات خاصة من المراحل تسمى «ريمكسات» لتلفيق تحديات فريدة غير ممكنة في الألعاب الأصلية. سيؤدي شراء كل من إن إي إس ريمكس وإن إي إس ريمكس 2 إلى فتح وضع «نينتندو ورلد شامبونشبز ريمكس» في الأخير، مع نظام المتصدرين الجديد عبر الإنترنت.

## أسلوب اللعب
معظم التحديات هي ببساطة مقتطفات من الألعاب القديمة، والتي تتضمن مهامًا موقوتة مثل الجري السريع، أو قتل الأعداء في منطقة دون الموت، أو هزيمة عدد معين من الأعداء أثناء استخدام قوة معينة.
تعتمد فئات الـ«ريمكس» أيضًا على إعادة التشكيل الأساسي أو مجموعة الألعاب، أحيانًا عن طريق المزج في ميزات رسومية أكثر حداثة للوي يو، للحصول على تجربة جديدة قد تكون مستحيلة من الناحية التقنية في نينتندو إنترتينمنت سيستم القديم. على سبيل المثال: إكمال مرحلة معتمة مظلمة تضيء فقط بواسطة ضوء موضعي متراكب حول شخصية اللاعب؛ التنقل عند اختفاء المنصات في سوبر ماريو برذرز أو لعب مرحلة دونكي كونغ بشخصية لينك بدلاً من ماريو، حيث يكمن التحدي في عدم قدرة لينك على القفز.
تحتوي إن إي إس ريمكس 2 على اثنين من «ريمكسات» كبيرة بشكل خاص. تذكير بـنينتندو ورلد شامبونشبز في جميع أنحاء أمريكا في عام 1990، يلغى قفل «نينتندو ورلد شامبونشبز ريمكس» إذا اشتُريَت إن إي إس ريمكس وكان ملف الحفظ الخاص بها موجودًا. يدفع هذا الـ«ريمكس» اللاعبين إلى ثلاثة تحديات متتالية في سوبر ماريو برذرز وسوبر ماريو برذرز 3 ودكتور ماريو، من أجل تحقيق درجة تصنيف على لوحات المتصدرين الجديدة عبر الإنترنت. سوبر لويجي برذرز (بالإنجليزية: .Super Luigi Bros)‏ هي عبارة عن «ريمكس» مستوحى من لويجي للعبة سوبر ماريو برذرز بأكملها والتي تُلعَب الآن معكوسة من اليمين إلى اليسار. تتميز بقدرة لويجي الأعلى على القفز والتي لم تُقَّدَم حتى عام 1986 في سوبر ماريو برذرز: ذا لوست ليفلز.
ألتميت إن إي إس ريمكس هي لعبة نينتندو 3دي أس تتميز بمجموعة مختارة من الألعاب والتحديات من أول إصدارين من وي يو. إنها تتميز بشكل فريد من نوعهت، فلعبة سبيد ماريو برذرز وهي نسخة محسنة من سوبر ماريو برذرز الأصلية التي تعمل بسرعة أكبر بكثير. تحتوي ألتميت إن إي إس ريمكس أيضًا على وضع جديد يُعرف باسم فاميكوم ريمكس، والذي يفتح عن طريق الحصول على جميع النجوم من المهام الأصلية. تحتوي على جميع المهام من الوضع الأصلي، ولكن جميع الألعاب المميزة تعمل على أجهزة فاميكوم الأصلية.
بصرف النظر عن لوحات المتصدرين عبر الإنترنت الخاصة بـ«نينتندو ورلد شامبونشبز ريمكس»، فإن الأداء الجيد سيكافئ اللاعبين بالنجوم والنقاط. تتراكم هذه لتفتح مراحل التحدي الجديدة والطوابع القابلة للتحصيل. يمكن لهذه الرموز الرسومية المختومة، جنبًا إلى جنب مع دعم إن إي إس ريمكس 2 لتسجيل الفيديو، إضافة لمسة إلى مشاركات مي فيرس.

### الألعاب

#### إن إي إس ريمكس
- بالوون فايت
- بيسبول
- كلو كلو لاند
- دونكي كونغ
- دونكي كونغ جونيور
- دونكي كونغ 3
- إكسايت بايك
- غولف
- آيس كلايمبر
- ماريو برذرز
- بينبول
- سوبر ماريو برذرز
- تنس
- ذا ليجند أوف زيلدا
- أوربان شامبيون
- ريكينغ كرو

#### إن إي إس ريمكس 2
- دكتور ماريو
- آيس هوكي
- كيد إيكاروس
- كيربيز أدفانتشر
- مترويد
- إن إي إس أوبن تورنامنت غولف
- بنش-أوت!!!
- سوبر ماريو برذرز: ذا لوست ليفلز
- سوبر ماريو برذرز 2
- سوبر ماريو برذرز 3
- واريوز وودز
- زيلدا 2: ذا أدفنشر أوف لينك

#### ألتميت إن إي إس ريمكس
- بالوون فايت
- دونكي كونغ
- دونكي كونغ جونيور
- دكتور ماريو
- إكسايت بايك
- كيد إيكاروس
- كيربيز أدفانتشر
- ماريو برذرز
- مترويد
- بنش-أوت!!!
- سوبر ماريو برذرز
- سوبر ماريو برذرز: ذا لوست ليفلز
- سوبر ماريو برذرز 2
- سوبر ماريو برذرز 3
- ذا ليجند أوف زيلدا
- زيلدا 2: ذا أدفنشر أوف لينك

## التطوير
وفقًا لمقابلة آي جي إن، بدأت اللعبة كمشروع للحيوانات الأليفة بواسطة كويتشي هاياشيدا من شركة نينتندو إنترتينمنت أنالسيس أند دفيلوبمنت في طوكيو، بعد أن أخرج لعبة سوبر ماريو ثري دي لاند. بموافقة مدير المجموعة والمنتج يوشياكي كويزومي، طور هاياشيدا أول 100 تحدٍ من إن إي إس ريمكس بنفسه. شارك أيضًا في إخراج سوبر ماريو 3دي ورلد في ذلك الوقت، وقد ساعد هاياشيدا لاحقًا ثلاثة أعضاء إضافيين من نينتندو إنترتينمنت أنالسيس أند ديفلوبمنت طوكيو. كما استأجرت نينتندو إنديسزيرو للمساعدة في إنهاء اللعبة.
صرح هاياشيدا أنه صمم إن إي إس ريمكس جزئيًا بسبب الرغبة في لعب ألعاب نينتندو إنترتينمنت سيستم في العمل؛ لم يتمكن من لعب العديد من هذه الألعاب عندما كان طفلاً، واعتبر اللعبة فرصة للتعويض عن الوقت الضائع. كان هاياشيدا مصدر إلهام أيضًا لتقسيم الألعاب إلى ألعاب صغيرة لأسباب مماثلة، لأنه كشخص بالغ لم يكن لديه الكثير من الوقت كما كان يفعل عندما كان طفلاً، لكنه كان لا يزال يرغب في لعب «مشاهد» لاحقة في الألعاب.
أعرب هاياشيدا عن اعتقاده بأن إن إي إس ريمكس يجب أن يكون أصيلًا تمامًا لجذوره القديمة. تحقيقًا لهذه الغاية، تعتمد المجموعة بالكامل على محاكاة دقيقة لأجهزة نينتندو إنترتينمنت سيستم وعلى برنامج اللعبة الأصلي. يتضمن ذلك مواطن الخلل في الأجهزة مثل تباطؤ معدل الإطارات عند ظهور عدد كبير جدًا من الأحرف على الشاشة، وأخطاء البرامج. وذكر هاياشيدا أن هذه الأجزاء كانت معقدة من الأصل وتؤثر بشكل مباشر على الصعوبة ولذا لم تُغَيَّر. تحدث هاياشيدا أيضًا بشكل مشابه عن الضوابط؛ حتى لو لم تعتبر مثاليين، فقد فهم أنه تُصُوِّرَ بهذه الطريقة لسبب وبالتالي لم تُغَيَّر من أجل إن إي إس ريمكس.
في مقابلة مع موقع الألعاب يورو غيمر، كشف هاياشيدا أن تطوير إن إي إس ريمكس سيكون أكثر صعوبة لنظام نينتندو 3دي أس المحمول، مضيفًا أن فريق التطوير يحتاج إلى «المزيد من قوة الآلة» من أجل تحقيق النتيجة المرجوة في ذلك الوقت. أشار هاياشيدا أيضًا إلى أن معرفته بهندسة وي يو، بعد أن نتجت عن عمله في سوبر ماريو 3دي ورلد، ساعدت جيدًا في التطوير المبكر لإن إي إس ريمكس. ومع ذلك، أعلن في النهاية عن نسخة من لعبة 3دي أس، والمعروفة باسم ألتميت إن إي إس ريمكس.

## التقييم
| نشرة                 | مجموع النقاط   | مجموع النقاط     | مجموع النقاط       | مجموع النقاط          |
| نشرة                 | إن إي إس ريمكس | إن إي إس ريمكس 2 | إن إي إس ريمكس باك | ألتميت إن إي إس ريمكس |
| -------------------- | -------------- | ---------------- | ------------------ | --------------------- |
| ميتاكريتيك           | 71/100         | 73/100           | —                  | 69/100                |
| دستركتويد            | 7.5/10         | 8/10             | —                  | —                     |
| إدج                  | 6/10           | 7/10             | —                  | —                     |
| يورو غيمر            | 7/10           | —                | —                  | —                     |
| غيم إنفورمر          | 6.5/10         | 7/10             | —                  | —                     |
| غيم ريفولوشن         | 3.5/5          | 4/5              | —                  | —                     |
| غيم سبوت             | 6/10           | 7/10             | —                  | 7/10                  |
| غيمز تي إم           | 7/10           | 7/10             | —                  | —                     |
| آي جي إن             | 8/10           | 7.7/10           | —                  | —                     |
| جويستيك              | 1.5/5 stars    | 3.5/5 stars      | —                  | —                     |
| نينتندو لايف         | 9/10 stars     | 8/10 stars       | 7/10 stars         | 7/10 stars            |
| نينتندو ورلد ريبورت  | 9/10           | 8.5/10           | —                  | 7.5/10                |
| مجلة نينتندو الرسمية | 74%            | 82%              | —                  | —                     |
| بوليغون              | 8/10           | 8/10             | —                  | —                     |
| يو إس غيمر           | 4.5/5          | 4/5              | —                  | —                     |
| شاك نيوز             | —              | 7/10             | —                  | —                     |
| بوكيت غيمر           | —              | —                | —                  | 3/5 stars             |

صنفت آي جي إن إن إي إس ريمكس بتقييم 8.0 من 10.0. على الرغم من أنهم وجدوا هذه المجموعة الأولى ممتعةً، فقد انتقدوا عدم وجود وظائف متعددة اللاعبين ولوحات المتصدرين عبر الإنترنت باعتبارها «إشرافًا مذهلاً»، وتمنت أن تُضَمَّن كمية أكبر من الألعاب. اقترحوا أن نينتندو كان بإمكانها تغيير بعض الألعاب القديمة بشكل أساسي، مثل تحسين التحكم في اللعب «المحبط» في لعبة آيس كلايمبر أو تنس أو كلو كلو لاند القديمة، أو بجعل بينبول أكثر «متعة».
مراجعة متابعة آي جي إن لـإن إي إس ريمكس 2 هي أيضًا إيجابية بشكل عام، حيث صنفتها في 7.7 من 10.0. مع ملاحظة استيفاء هذا الجزء لطلبهم الأصلي للوحات المتصدرين واختيار أفضل من الألعاب، تقول آي جي إن عن جزء إعادة المزج من المجموعة أن «الألعاب الأفضل لا تؤدي بالضرورة إلى عمليات إعادة مزج أفضل». وقد أشادوا على وجه التحديد بـ«عمل نينتندو الرائع المتمثل في الكشف عن التصميم الذكي الذي تم تجاهله» للعبة سوبر ماريو برذرز: ذا لوست ليفلز، وأثنوا بشكل موجز على المجموعة الإجمالية من خلال «المطالبة رسميًا بالمزيد». قيمتها غيم سبوت بـ7.0 من 10.0، واصفة إن إي إس ريمكس 2 بأنها «تجربة مبهجة» مع «أكثر من محتوى كافٍ لإبقائك مشغولاً ... لفترة طويلة».

## الملاحظات
1. ↑  تسمى في اليابان: فاميكوم ريمكس (بالإنجليزية: Famicom Remix‎؛ باليابانية: ファミコンリミックス‎، ‏Famikon Rimikkusu؟)
2. ↑  تسمى في اليابان: فاميكوم ريمكس 2 (بالإنجليزية: Famicom Remix 2‎؛ باليابانية: ファミコンリミックス2‎، ‏Famikon Rimikkusu Tsū؟)
3. ↑  تسمى في اليابان: فاميكوم ريمكس 1+2 (بالإنجليزية: Famicom Remix 1+2‎؛ باليابانية: ファミコンリミックス 1+2‎، ‏Famikon Rimikkusu Wan Purasu Tsū؟)
4. ↑  تسمى في اليابان: فاميكوم ريمكس بيست تشويس (بالإنجليزية: Famicom Remix Best Choice‎؛ باليابانية: ファミコンリミックス ベストチョイス‎، ‏Famikon Rimikkusu Besutochoisu؟)

## وصلات خارجية
- الموقع الرسمي
- الموقع الرسمي
- الموقع الرسمي
- الموقع الرسمي